# Operation Atalanta

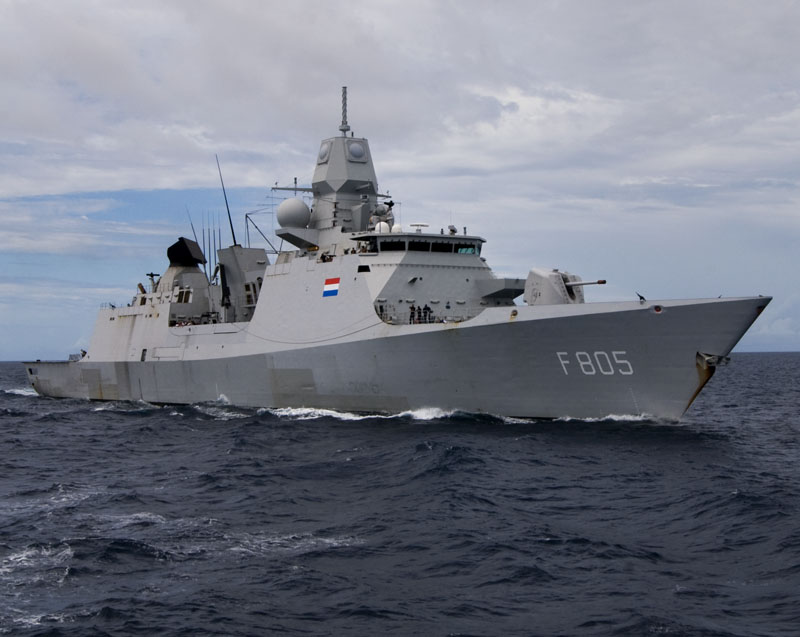
Den holländska fregatten är ett av fartygen i styrkan

EU NAVFOR Somalia (operation "Atalanta") grundar sig på Förenta nationernas säkerhetsråds resolution 1816 som ger omvärlden rätt att hjälpa Somalias övergångsregering att bekämpa somaliska pirater och väpnade överfall. Huvuduppgiften är att eskortera fartyg som transporterar förnödenheter för Världslivsmedelsprogrammet (WFP), och hittills har inget av WFP:s fartyg kapats sedan Eunavfor etablerades.
Operationen påbörjades 2008 och 2012 utökades det bevakade området. 
Utöver Eunavfor och Nato deltar enskilda nationer med fartyg för att skydda och eskortera fartyg som passerar genom i första hand Adenviken.  Som ytterligare stöd i övervakningen av havsområdet utanför Somalias kust deltar även havsövervakningsflygplan, så kallade Maritime Patrolling Recognition Aircraft (MPRA), från olika nationer, bland annat Sverige.
Camp Ariénne är den franska militärbas i Djibouti där svenska underhållsenheter ur EUNAVFOR grupperat under sin medverkan i Operation Atalanta. Den svenska containerbyn inne på Camp Ariénne kallas af Chapman. Sverige bidrog mellan 15 maj och 15 september 2009 med förbandet ME01. Från och med 14 april 2010 och ett halvår framåt deltog Sverige igen, denna gång med fartyget HMS Carlskrona (M04). 

## Uppgift
Insatsens uppgift är att:
- Skydda fartyg som ingår i Världslivsmedelsprogrammet och levererar mat till flyktingar i Somalia.

- Skydda sårbara fartyg som passerar utanför Somalias kust.

- Begränsa sjöröveri och väpnat rån till sjöss utanför Somalias kust.